# Campeonato Português de Futebol (outras categorias)
No Campeonato Português de Futebol existem cinco categorias masculinas e femininas (sénior, sub-19, sub-17, sub-15 e sub-13). Sendo o sénior a categoria principal, também chamada de profissional, as restantes categorias são chamadas de categorias inferiores ou outras categorias. Nessas categorias são disputados torneios entre atletas que ainda não completaram idade para o ingresso na categoria sénior. As provas são organizadas pela Federação Portuguesa de Futebol.

## Futebol Masculino

### Campeões por categoria
| Época   | Sub-19                 | Sub-17               | Sub-15               | Sub-13[carece de fontes?] |
| ------- | ---------------------- | -------------------- | -------------------- | ------------------------- |
| 1938/39 | Sporting               |                      |                      |                           |
| 1939/40 | Fabril                 |                      |                      |                           |
| 1940/41 | Não Disputada          |                      |                      |                           |
| 1941/42 | Leixões                |                      |                      |                           |
| 1942/43 | Não Disputada          |                      |                      |                           |
| 1943/44 | Benfica                |                      |                      |                           |
| 1944/45 | Benfica 2              |                      |                      |                           |
| 1945/46 | Sporting 2             |                      |                      |                           |
| 1946/47 | Os Belenenses          |                      |                      |                           |
| 1947/48 | Sporting 3             |                      |                      |                           |
| 1948/49 | Benfica 3              |                      |                      |                           |
| 1949/50 | Académica de Coimbra   |                      |                      |                           |
| 1950/51 | Benfica 4              |                      |                      |                           |
| 1951/52 | Académica de Coimbra 2 |                      |                      |                           |
| 1952/53 | Porto                  |                      |                      |                           |
| 1953/54 | Académica de Coimbra 3 |                      |                      |                           |
| 1954/55 | Benfica 5              |                      |                      |                           |
| 1955/56 | Sporting 4             |                      |                      |                           |
| 1956/57 | Benfica 6              |                      |                      |                           |
| 1957/58 | Benfica 7              |                      |                      |                           |
| 1958/59 | Benfica 8              |                      |                      |                           |
| 1959/60 | Benfica 9              |                      |                      |                           |
| 1960/61 | Sporting 5             |                      |                      |                           |
| 1961/62 | Benfica 10             |                      |                      |                           |
| 1962/63 | Benfica 11             | Sporting             |                      |                           |
| 1963/64 | Porto 2                | Benfica              |                      |                           |
| 1964/65 | Sporting 6             | Sporting 2           |                      |                           |
| 1965/66 | Porto 3                | Porto                |                      |                           |
| 1966/67 | Não Disputada          | Académica de Coimbra |                      |                           |
| 1967/68 | Benfica 12             | Benfica 2            |                      |                           |
| 1968/69 | Porto 4                | Benfica 3            |                      |                           |
| 1969/70 | Benfica 13             | Porto 2              |                      |                           |
| 1970/71 | Porto 5                | Porto 3              |                      |                           |
| 1971/72 | Benfica 14             | Porto 4              |                      |                           |
| 1972/73 | Porto 6                | Porto 5              |                      |                           |
| 1973/74 | Sporting 7             | Benfica 4            |                      |                           |
| 1974/75 | Benfica 15             | Benfica 5            | Porto                |                           |
| 1975/76 | Benfica 16             | Sporting 3           | Os Belenenses        |                           |
| 1976/77 | Braga                  | Porto 6              | Porto 2              |                           |
| 1977/78 | Benfica 17             | Craks Lamego         | Porto 3              |                           |
| 1978/79 | Porto 7                | Porto 7              | Benfica              |                           |
| 1979/80 | Porto 8                | Porto 8              | Porto 4              |                           |
| 1980/81 | Porto 9                | Braga                | Porto 5              |                           |
| 1981/82 | Porto 10               | Porto 9              | Benfica 2            |                           |
| 1982/83 | Sporting 8             | Benfica 6            | Sporting             |                           |
| 1983/84 | Porto 11               | Sporting 4           | Sporting 2           |                           |
| 1984/85 | Benfica 18             | Porto 10             | Benfica 3            |                           |
| 1985/86 | Porto 12               | Porto 11             | Porto 6              |                           |
| 1986/87 | Porto 13               | Sporting 5           | Sporting 3           |                           |
| 1987/88 | Benfica 19             | Porto 12             | Boavista             | Porto                     |
| 1988/89 | Benfica 20             | Porto 13             | Benfica 4            | Benfica                   |
| 1989/90 | Porto 14               | Benfica 7            | Porto 7              | Benfica 2                 |
| 1990/91 | Vitória SC             | Benfica 8            | Boavista 2           | Boavista                  |
| 1991/92 | Sporting 9             | Benfica 9            | Sporting 4           | Sporting                  |
| 1992/93 | Porto 15               | Benfica 10           | Sporting 5           | Porto 2                   |
| 1993/94 | Porto 16               | Sporting 6           | Sporting 6           | Boavista 2                |
| 1994/95 | Boavista               | Porto 14             | Boavista 3           | Sporting 2                |
| 1995/96 | Sporting 10            | Benfica 11           | Vitória SC           | Benfica 3                 |
| 1996/97 | Boavista 2             | Benfica 12           | Porto 8              | Sporting 3                |
| 1997/98 | Porto 17               | Porto 15             | Porto 9              | Comp. Extinta             |
| 1998/99 | Boavista 3             | Sporting 7           | Título Não Atribuído |                           |
| 1999/00 | Benfica 21             | Boavista 3           | Porto 10             |                           |
| 2000/01 | Porto 18               | Benfica 13           | Título Não Atribuído |                           |
| 2001/02 | Alverca                | Porto 16             | Porto 11             |                           |
| 2002/03 | Boavista 4             | Porto 17             | Sporting 7           |                           |
| 2003/04 | Benfica 22             | Sporting 8           | Sporting 8           |                           |
| 2004/05 | Sporting 11            | Sporting 9           | Porto 12             |                           |
| 2005/06 | Sporting 12            | Sporting 10          | Sporting 9           |                           |
| 2006/07 | Porto 19               | Sporting 11          | Porto 13             |                           |
| 2007/08 | Sporting 13            | Benfica 14           | Sporting 10          |                           |
| 2008/09 | Sporting 14            | Porto 18             | Benfica 5            |                           |
| 2009/10 | Sporting 15            | Porto 19             | Benfica 6            |                           |
| 2010/11 | Porto 20               | Benfica 15           | Porto 14             |                           |
| 2011/12 | Sporting 16            | Porto 20             | Benfica 7            |                           |
| 2012/13 | Benfica 23             | Benfica 16           | Sporting 11          |                           |
| 2013/14 | Braga 2                | Vitória SC           | Benfica 8            |                           |
| 2014/15 | Porto 21               | Benfica 17           | Sporting 12          |                           |
| 2015/16 | Porto 22               | Sporting 12          | Benfica 9            |                           |
| 2016/17 | Sporting 17            | Sporting 13          | Benfica 10           |                           |
| 2017/18 | Benfica 24             | Benfica 18           | Sporting 13          |                           |
| 2018/19 | Porto 23               | Benfica 19           | Sporting 14          |                           |
| 2019/20 | Título Não Atribuído   | Título Não Atribuído | Título Não Atribuído |                           |
| 2020/21 | Não Disputada          | Não Disputada        | Não Disputada        |                           |
| 2021/22 | Benfica 25             | Sporting 14          | Sporting 15          |                           |
| 2022/23 | Famalicão              | Benfica 20           | Benfica 11           |                           |
| 2023/24 | Braga 3                | Benfica 21           | Benfica 12           |                           |
| 2024/25 | Benfica 26             | Benfica 22           | Benfica 13           |                           |
| 2025/26 |                        |                      |                      |                           |

### Títulos por clube
Total de títulos dos clubes, somando aqui as conquistas, em todas as respectivas categorias jovens (sub-19, sub-17, sub-15 e sub-13):
| Clube                | Sub-19 | Sub-17 | Sub-15 | Sub-13 | Total |
| -------------------- | ------ | ------ | ------ | ------ | ----- |
| Benfica              | 26     | 22     | 13     | 3      | 64    |
| Porto                | 23     | 20     | 14     | 2      | 59    |
| Sporting             | 17     | 14     | 15     | 3      | 49    |
| Boavista             | 4      | 1      | 3      | 2      | 10    |
| Académica de Coimbra | 3      | 1      | -      | -      | 4     |
| Braga                | 3      | 1      | -      | -      | 4     |
| Vitória SC           | 1      | 1      | 1      | -      | 3     |
| Os Belenenses        | 1      | -      | 1      | -      | 2     |
| Fabril               | 1      | -      | -      | -      | 1     |
| Leixões              | 1      | -      | -      | -      | 1     |
| Alverca              | 1      | -      | -      | -      | 1     |
| Famalicão            | 1      | -      | -      | -      | 1     |
| Craks Lamego         | -      | 1      | -      | -      | 1     |

## Futebol Feminino

### Campeões por categoria
| Época   | Sub-19               |
| ------- | -------------------- |
| 2019/20 | Título Não Atribuído |
| 2020/21 | Não Disputada        |
| 2021/22 | Benfica 2            |
| 2022/23 | Sporting 3           |
| 2023/24 | Benfica 3            |
| 2024/25 | Braga                |
| 2025/26 |                      |

### Títulos por clube
Total de títulos dos clubes, somando aqui as conquistas, em todas as respectivas categorias jovens (sub-19):
| Clube    | Sub-19 | Total |
| -------- | ------ | ----- |
| Benfica  | 2      | 2     |
| Sporting | 1      | 1     |
| Braga    | 1      | 1     |